# لتومانیا
لِتومانیا (ایتالیایی: Lettomania؛ معنای تحت‌اللفظی: جنون بستر یا اشتیاق مفرط به همبستری) یک فیلم کمدی سکسی سبک ایتالیایی به کارگردانی وینچسنتسو ریگو است که در سال ۱۹۷۶ منتشر شد.

## گزیدهٔ بازیگران
- کارمن ویلانی
- هری ریمز
- پیترو توردی